# Bruzda strangulacyjna
Bruzda strangulacyjna zwana też wisielczą – w tanatologii (medycyna sądowa) pojęcie określające wgniecenie na skórze szyi powstające u osób powieszonych w wyniku ucisku pętli. 

Przeczytaj ostrzeżenie dotyczące informacji medycznych i pokrewnych zamieszczonych w Wikipedii.